# René Ajoux
René Ajoux est un architecte moderniste belge qui fut essentiellement actif à Bruxelles.

## Réalisations modernistes
- 1935 : la maison Ajoux, avenue des Jacinthes 19, Schaerbeek[1].
- 1938 : cinéma Century, chaussée de Louvain 160 à Saint-Josse-ten-Noode[2]

- 1939-1940 : Immeuble La Cascade, avenue du Général de Gaulle no 36-37 à Ixelles[3],[4],[5],[6]

- 1942 : transformation de l'entrée du cinéma Mirano, chaussée de Louvain 38-40 à Saint-Josse-Ten-Noode[7]

- 1951 : reconstruction du cinéma Mirano, chaussée de Louvain 38-40 à Saint-Josse-Ten-Noode[7]

- projet non réalisé pour le cinéma  Marignan (sous le nom de Miramar), qui sera finalement construit par les architectes Gui Rousseau et Arthur Meuleman en 1957[8]

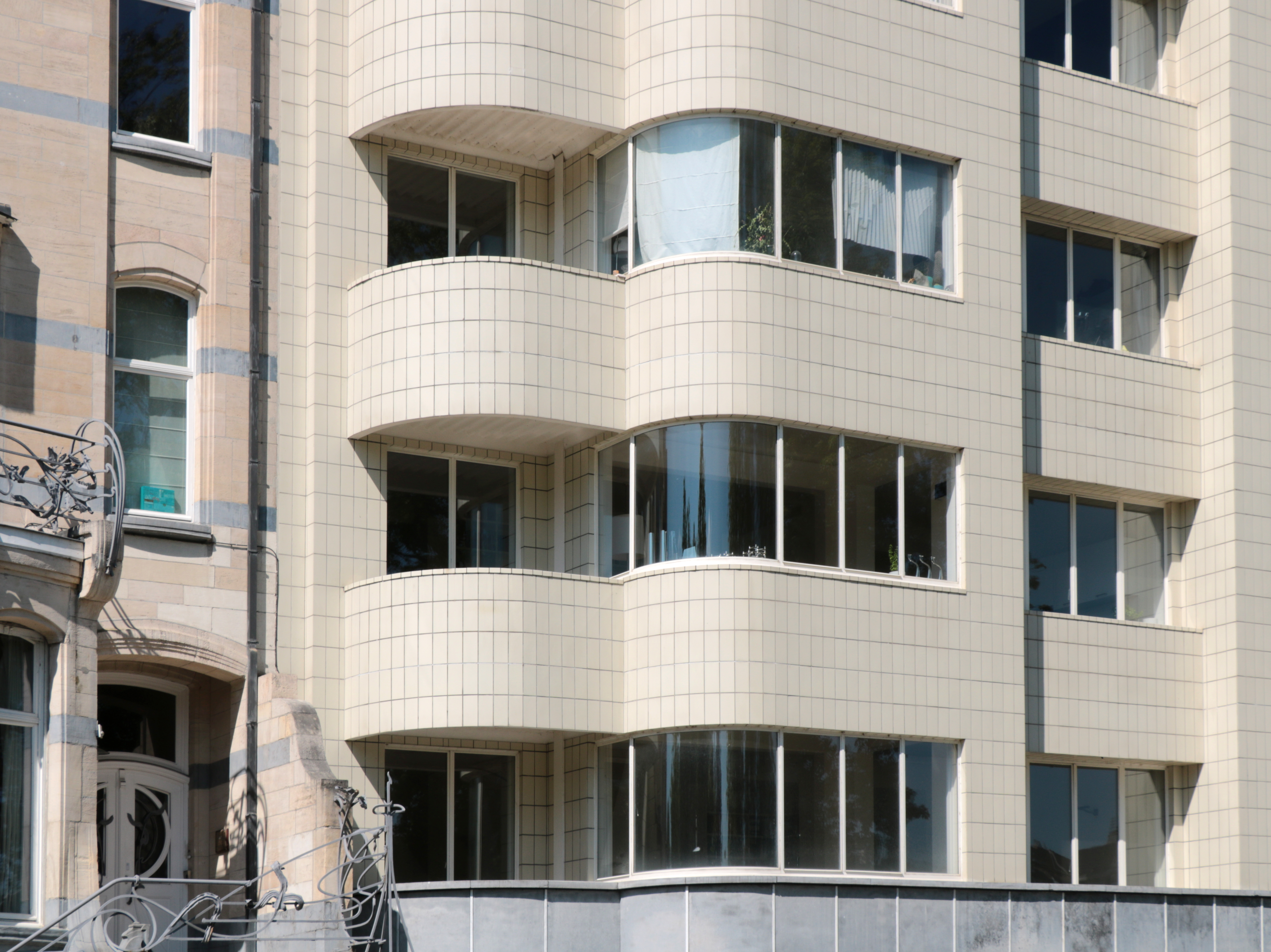
Balcons de « La Cascade ».
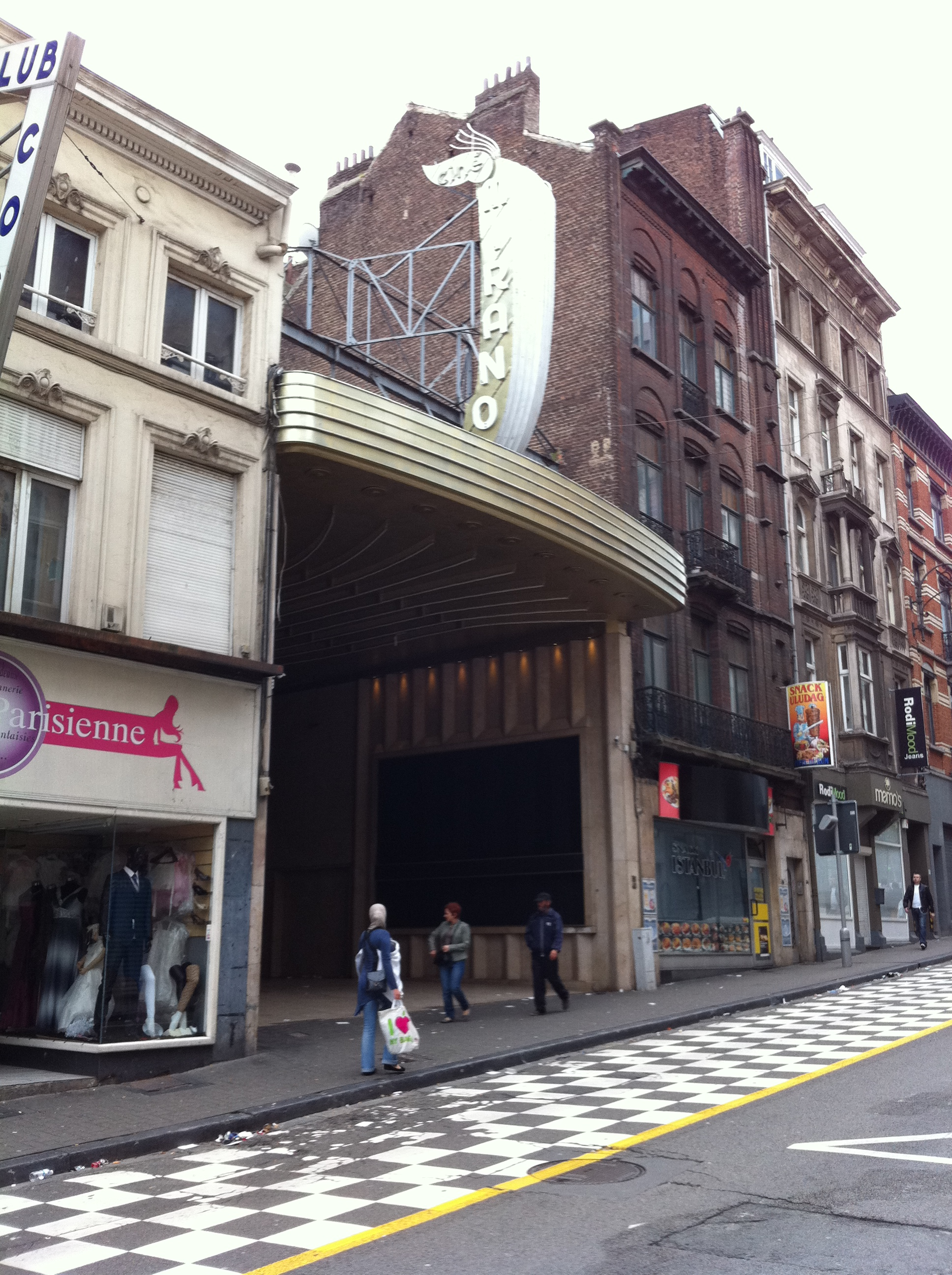
Mirano.
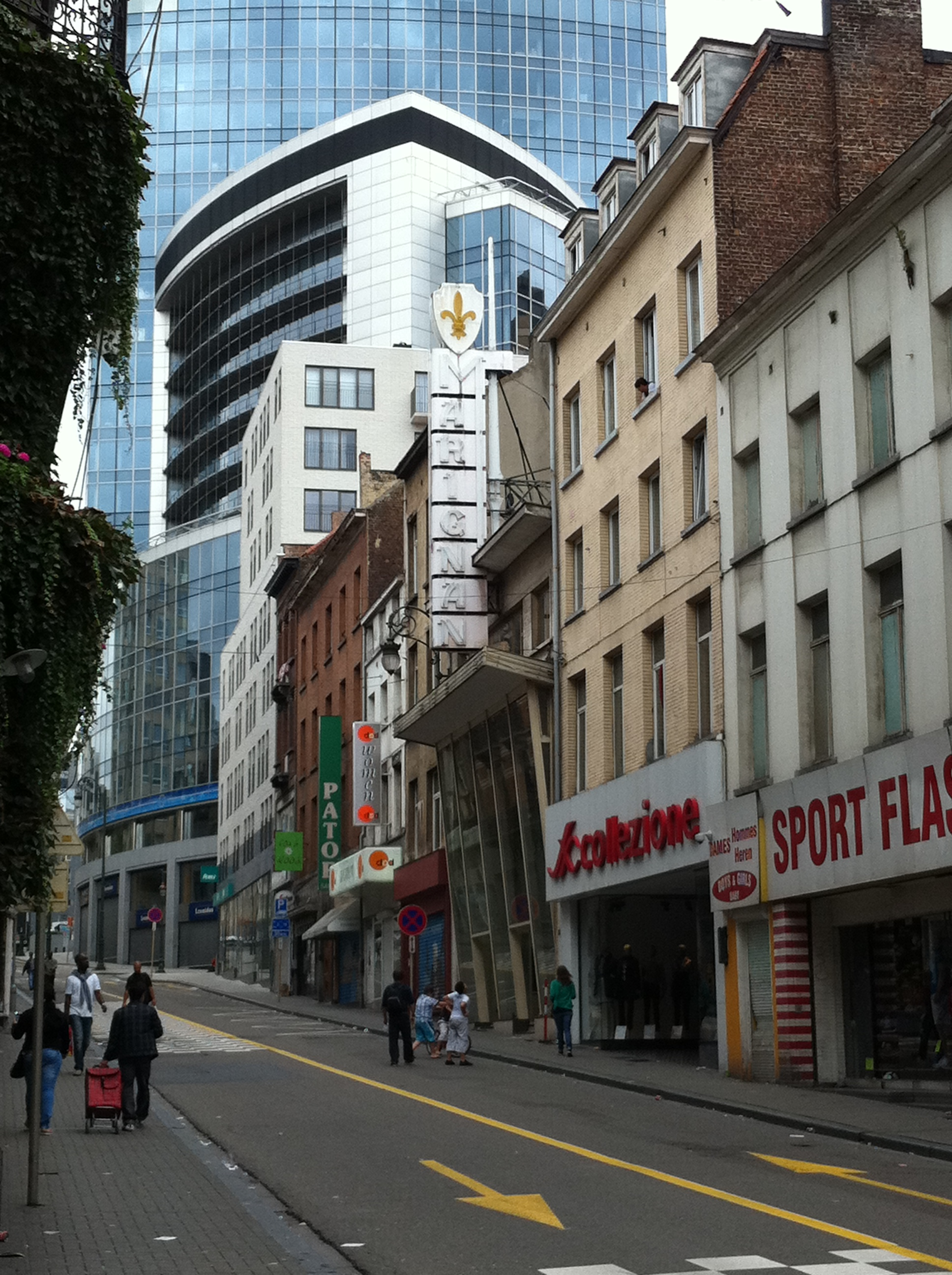
Marignan.